# Emily Blackwell

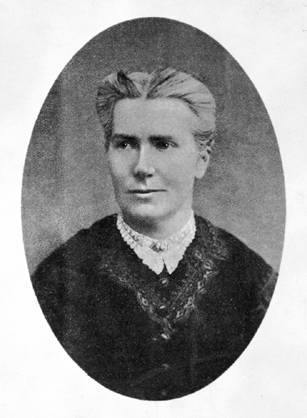
Emily Blackwell, zwischen 1870/1890

Emily Blackwell (* 8. Oktober 1826 in Bristol, England; † 7. September 1910 in York, Maine) war eine US-amerikanische Ärztin für Gynäkologie und Frauenrechtlerin.

## Leben
Emily Blackwell war die sechste Tochter von neun Kindern des Zuckerraffineurs Samuel Blackwell (1790–1838) und seiner Frau Hannah Lane (1792–1870). Als Emily sechs Jahre alt war, zerstörte ein Feuer das Geschäft ihres Vaters. Dadurch verarmte die Familie und wanderte 1832 in die USA aus. In New York stieg Samuel Blackwell erneut ins Zuckergeschäft ein, aber er wollte keinen Zucker verkaufen, der mit Hilfe von Sklaven hergestellt wurde. 1837 zog die Familie Blackwell nach Cincinnati in Ohio, wo der Vater im Jahr darauf starb. Ihre Mutter betrieb eine kleine Privatschule, an der auch schwarze Kinder unterrichtet wurden.

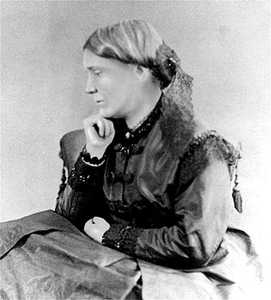
Emily Blackwell, um 1860

Im Jahr 1848 begann Emily ein Medizinstudium am „Rush Medical College“ in Chicago und bestand später das Examen. 1857 eröffnete ihre Schwester Elizabeth (1821–1910) das erste Frauen- und Kinderkrankenhaus (Women’s Medical College of the New York Infirmary) in New York, das von Frauen geleitet wurde. Emily arbeitete für Elizabeth zunächst als Hebamme, später leitete sie zusammen mit der polnischen Ärztin Marie Zakrzewska (1829–1902) das New Yorker Frauen- und Kinderkrankenhaus, dem später ein medizinisches College angegliedert wurde, um Frauen die Ausbildung zur Ärztin zu erleichtern. Um Rufschädigungen der bei ihr ausgebildeten Ärztinnen zu verhindern, bestand Blackwell auf sehr strenge Zulassungs- und Abschlussprüfungen. Die Ausbildung war streng und die angehenden Ärztinnen – darunter Sophia Jex-Blake (1840–1912) und Elizabeth Garrett Anderson (1836–1917) – mussten eine einwandfreie Moral vorweisen, ansonsten wurden sie vom Studium ausgeschlossen. Emily und Elizabeth Blackwell setzten sich bis an ihr Lebensende in zahlreichen Aufsätzen und Reisen für die Verbesserung der hygienischen Verhältnisse und den Ausbau der allgemeinen Krankenversicherung ein.
Ab 1883 lebte Blackwell mit ihrer Partnerin Elizabeth Cushier zusammen, die auch als Ärztin auf der Krankenstation tätig war. Blackwell und Cushier zogen sich um die Jahrhundertwende aus dem Berufsleben zurück. Nachdem sie anderthalb Jahre ins Ausland gereist waren, verbrachten sie die nächsten Winter in ihrem Haus in Montclair, New Jersey und im Sommer in Maine. Blackwell starb am 7. September 1910 in York Cliffs, Maine, einige Monate nach dem Tod ihrer Schwester Elizabeth in England.

## Weitere Familienangehörige
Auch andere Blackwell-Kinder waren im Berufsleben sehr erfolgreich. Samuel (1823–1901) und Henry (1825–1909) wirkten als Sozialreformer. Anna (1816–1900) arbeitete als Zeitungskorrespondentin, Ellen (1828–1901) als Schriftstellerin und Künstlerin. Samuel heiratete die erste amerikanische Pastorin, Antoinette Brown (1825–1921), und Henry die Frauenrechtlerin und Kämpferin gegen die Sklaverei Lucy Stone (1818–1893).